# 三軍空腔介
三軍空腔介（学名：Ambostracon sanjuin）为粗面介科空腔介屬下的一个种。